# Уразбаєв Насир Рафікович
Насир Рафікович Уразбаєв (1902, село Утяково (Утяк) Стерлітамацького повіту Уфимської губернії, тепер Гафурійського району Республіки Башкортостан, Російська Федерація — 31 січня 1981, місто Уфа, Республіки Башкортостан, Російська Федерація) — радянський партійний діяч, голова Ради Міністрів Башкирської АРСР (1946—1951). Депутат Верховної Ради Башкирської АССР, депутат Верховної Ради РРФСР 2-го скликання. Депутат Верховної Ради СРСР 2—3-го скликань (1949—1954).

## Біографія
Народився в родині селянина-середняка.
Трудову діяльність розпочав у 1919 році діловодом Карамишевського волосного виконкому, потім працював секретарем, головою волосного комітету взаємодопомоги, секретарем президії волосного виконкому села Янгискаїн Красноусольського району, завідувачем відділу періодичного друку Стерлітамацького книготоргу.
У 1925 році поступив в Уфимський лісовий технікум, після закінчення якого з 1928 року працював лісничим, директором Зілімського ліспромгоспу Гафурійського району, інспектором і начальником лісової інспекції тресту «Південьуралліс» Башкирської АРСР.
Член ВКП(б) з 1928 року.
У 1933—1935 роках — директор Бурзянського ліспромгоспу Башкирської АРСР.
У 1935—1939 роках — студент Промислової академії імені Куйбишева в місті Архангельську, інженер-технолог.
У 1939—1941 роках — головний інженер тресту «Південьуралліс», заступник народного комісара лісової промисловості Башкирської АРСР.
У березні 1941—1943 роках — секретар Башкирського обласного комітету ВКП(б) з лісової промисловості.
У 1943—1946 роках — 3-й секретар Башкирського обласного комітету ВКП(б).
У квітні 1946 — квітні 1951 року — голова Ради Міністрів Башкирської АРСР.
У 1951—1955 роках — 1-й заступник міністра лісової промисловості СРСР; начальник Управління лісосировинних баз Міністерства лісової промисловості СРСР.
У 1955—1962 роках — начальник лісозаготівельного комбінату «Башліс» Башкирської АРСР.
З 1962 — на пенсії у місті Уфі.

## Нагороди
- два ордени Леніна
- два ордени Трудового Червоного Прапора
- орден «Знак Пошани»
- медалі
- Заслужений діяч науки і техніки Башкирської АРСР